# EMD GP35
Тепловоз EMD GP35 — тепловоз производившийся с июля 1963 по январь 1966 заводами Electro-Motive Diesel и General Motors Diesel.
На тепловозе был установлен 16-ти цилиндровый V-образный двухтактный дизельный двигатель мощностью 2500 л.с.
1250 секций тепловозов было поставлено на железные дороги США, 26 секций для дорог Канады и 57 секций для дорог Мексики.